# 丝岛高校前站

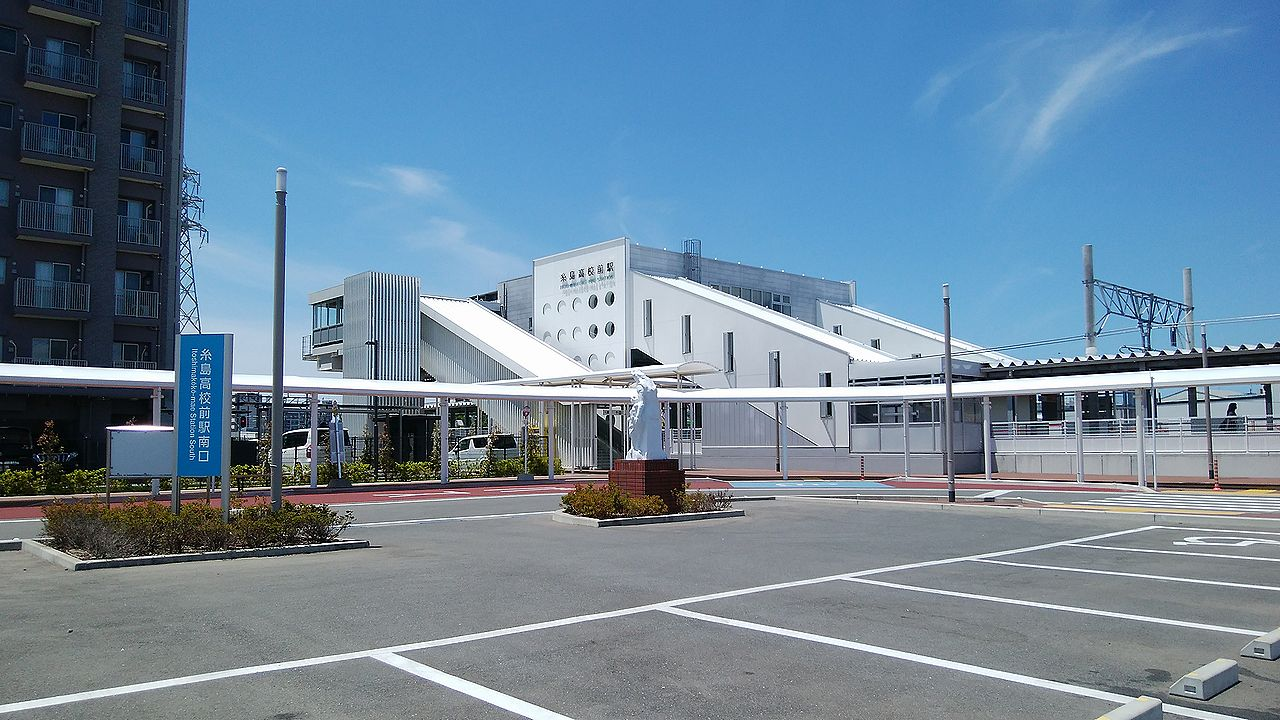
南口(2021年7月)

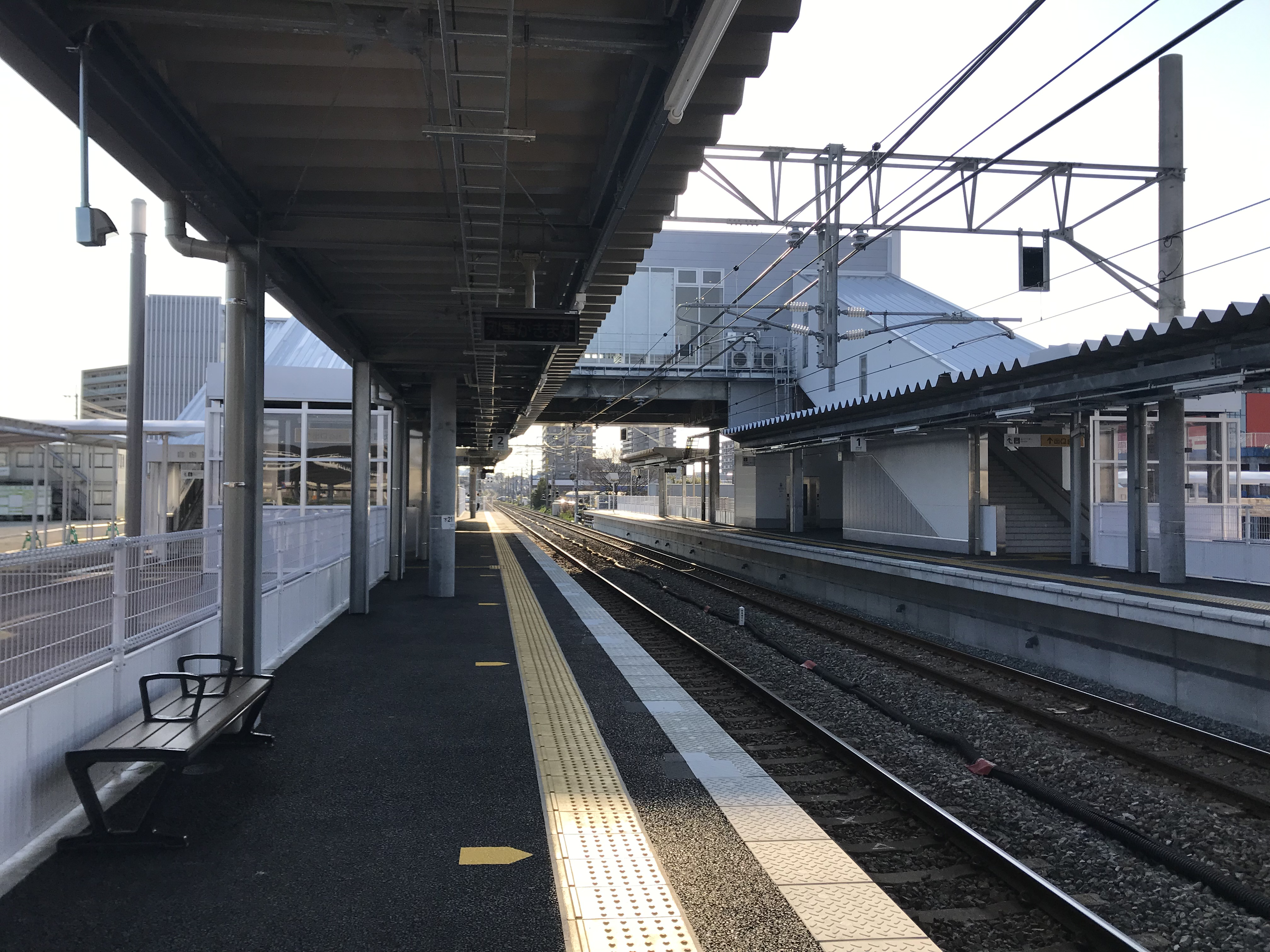
月台(2019年4月)

丝岛高校前站（日语：／ Itoshimakōkō-mae eki */?）是位於福岡縣糸島市，九州旅客鐵道（JR九州）的筑肥線車站。車站編號為JK07。
在JR九州305系電聯車內的顯示屏中，中文站名是採用了「系島高校前」的寫法。

## 背景

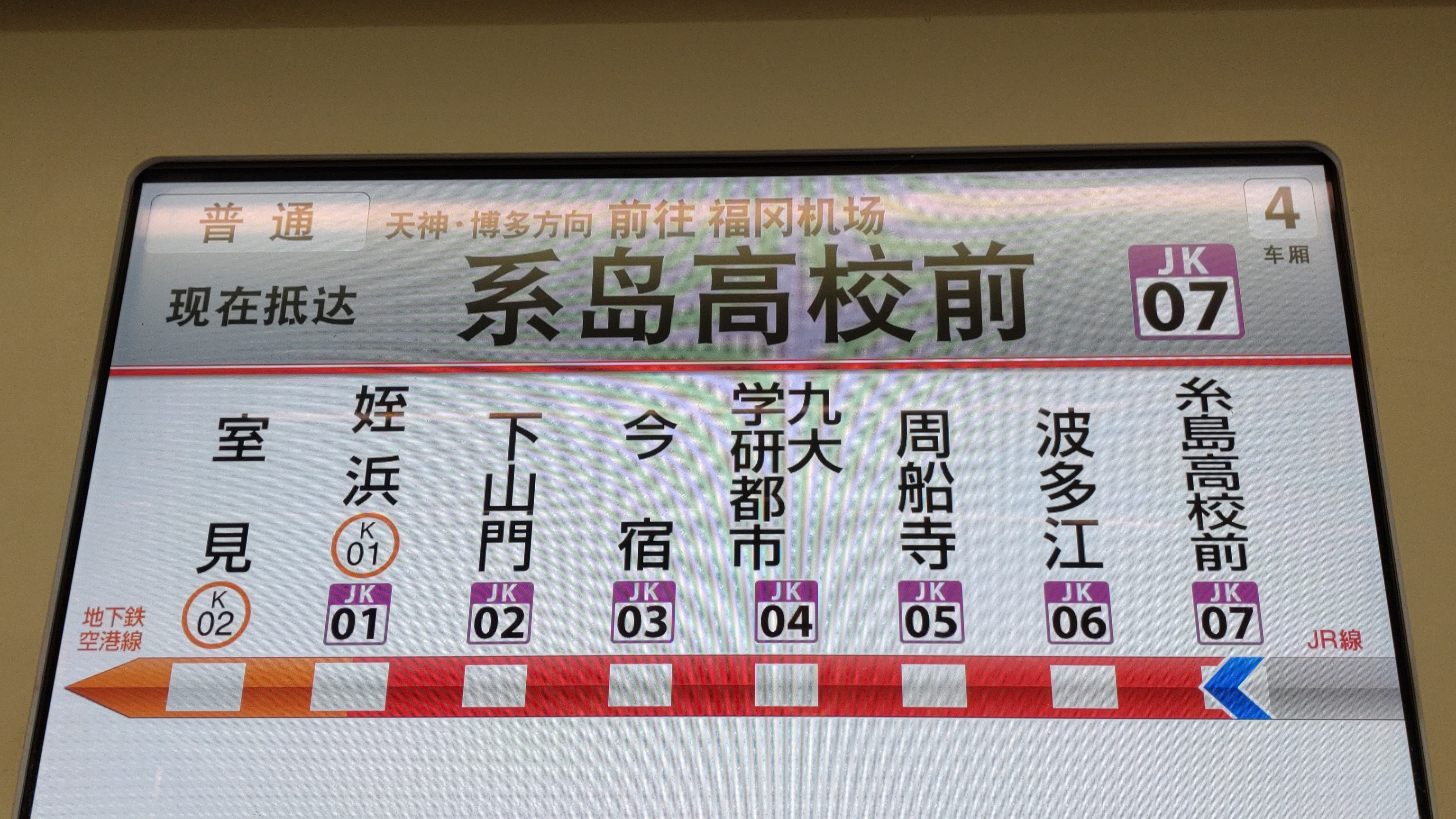
在JR九州305系電聯車的顯示屏上，中文標示糸島高校前站為「系島高校前」。

車站設置位於糸島市的中心地域，附近設有福岡縣立糸島高等學校、餐廳、商業設施和福岡縣糸島綜合廳舍。新車站南邊的預定建設地也不斷進行了土地調整項目，將車站周邊進一步城市化。
本車站因是由糸島市向JR九州請願希望在市內建站而推出。車站建設了波多江站與筑前前原站之間。當初車站暫名為「浦志新站」（日语：／）。由於此站為請願車站，因此車站建設費全數由糸島市負擔。總工程費為約25億日圓。
在2017年（平成29年）7月，經過建設新站的促進組織《筑肥線新站建設促進會》（會長：月形祐二，絲島市長）討論，此站決定為「丝岛高校前」，並向JR九州提出該結果。
在工事開始後的2017年9月15日，於新站建設地東邊的桂田踏切廢止。
JR九州在2018年（平成30年）5月決定把車站名稱定為「丝岛高校前站」。
此站最後在2019年（平成31年）3月16日啟用，為快速列車停車站（只限平日）。

## 歷史
- 2017年（平成29年）8月上旬：開始動工[2]。
- 2018年（平成30年）5月30日：站名決定為「丝岛高校前站」[6]。
- 2019年（平成31年）3月16日：車站啟用[7]。

## 車站構造
車站是一座地面車站，設有2面2線的相對式月台。月台長128米。車站大樓（跨站式站房）設有閘外南北通道。站內設有車站事務室、公廁、2座跨線橋、2台升降機和綠色窗口（設有MARS系統）。
此站是業務委託車站，委托JR九州服務支援負責車站業務。車站內設有自動閘機。此站可使用SUGOCA等IC卡。

### 月台
| 月台 | 路線   | 上下行 | 方向                 |
| ---- | ------ | ------ | -------------------- |
| 1    | 筑肥線 | 上行   | 天神、博多、機場方向 |
| 2    | 筑肥線 | 下行   | 筑前前原、唐津方向   |

## 使用狀況
在2019年（令和元年）度，1日平均乘車人次為1,508人
| 年度               | 1日平均 乘車人次 | 參考資料 |
| ------------------ | ---------------- | -------- |
| 2018年（平成30年） | 1,073            | [ 10 ]   |
| 2019年（令和元年） | 1,508            | [ 8 ]    |

備註
1. 1 2  車站在2019年3月16日啟用。該年度只計算了啟用日至同年3月31日之間，16日之間的數據。

## 車站周邊
- 國道202號（日语：国道202号）
- 福岡縣立絲島高等學校（日语：福岡県立糸島高等学校）
- 伊都之杜
- 健康福祉中心、Agora
- 福岡县絲島綜合廳舍
- AZ酒店（日语：アメイズ）福岡糸島店
- SUNNY（日语：サニー (スーパーマーケット)）前原店

## 巴士路線
- 絲島市社區巴士「濱博號」
  - 「丝岛高校前站北口」、「丝岛高校前站南口」巴士站

## 相鄰車站
九州旅客鐵道（JR九州）
筑肥線
■快速（星期六、日及假日會通過此站）、■普通
波多江（JK06）－丝岛高校前（JK07）－筑前前原（JK08）

## 注腳
1. 1 2 3  . JR九州サービスサポート株式会社.   [2019-07-13]. （原始内容存档于2020-08-03） （日语）.
2. 1 2 3 4  . 絲島市. 2017-06-30  [2017-08-18]. （原始内容存档于2018-12-21） （日语）.
3. 1 2 3  . Net IB News. 2017-07-05  [2017-08-18]. （原始内容存档于2017-12-22） （日语）.
4. ↑  . 毎日新聞. 2017-05-26  [2017-08-18]. （原始内容存档于2019-02-23）.
5. ↑  . 糸島市. 2017-07-01  [2017-08-08]. （原始内容存档于2018-12-21） （日语）.
6. 1 2   (PDF) (新闻稿). 九州旅客鉄道. 2018-05-30  [2020-03-31]. （原始内容 (PDF)存档于2018-12-04） （日语）.
7. 1 2 3   (PDF) (新闻稿). 九州旅客鉄道.   [2019-02-07]. （原始内容 (PDF)存档于2019-02-07） （日语）.
8. 1 2   (PDF). 九州旅客鉄道.   [2020-08-24]. （原始内容 (PDF)存档于2020-08-24） （日语）.
9. ↑  糸島市統計白書（運輸、交通） 九州旅客鐵道不同站的上下車人次（JR筑肥線）
10. ↑   (PDF). 九州旅客鉄道.   [2020-03-27]. （原始内容 (PDF)存档于2020-03-15） （日语）.

## 外部連結
- 糸島高校前（車站資訊） - 九州旅客鐵道（日語）